# Antonio Randi
Antonio Randi (ur. 11 marca 1921 w Faenzy, zm. 6 kwietnia 1998 tamże) – włoski zapaśnik walczący w obu stylach. Olimpijczyk z Helsinek 1952, gdzie odpadł w eliminacjach w kategorii do 62 kg, w stylu wolnym.
Czwarty na mistrzostwach świata w 1950. Mistrz igrzysk śródziemnomorskich w 1951 roku.